# Lars Olofsson
Lars Olofsson, né le 19 décembre 1951 à Kristianstad en Suède, est un dirigeant d'entreprise suédois, ancien président-directeur général du groupe Carrefour.

## Biographie
Fils d'un directeur de société, Lars Olofsson suit ses études à Malmö, puis à Kansas City aux États-Unis. Après un passage à l'université de Lund, en Suède, dont il est diplômé en sciences économiques, il intègre l'International Institute for Management Development de Lausanne et obtient un master en hautes études commerciales et gestion.
Sa carrière débute en 1976, en entrant chez le Suisse Nestlé comme chef de produits à la société Findus en Suède. En 1981, il intègre la filiale française de la marque de surgelés, dont il est successivement chef de produits, chef du département marketing, puis directeur marketing. De 1989 à 1990, il est directeur de la division produits laitiers et diététiques de Sopad Nestlé.
Il quitte un temps Nestlé pour prendre la direction générale de la société d'État suédoise Procordia entre 1990 et 1992, puis revient à France Glaces Findus où il occupe le même poste de directeur général de 1992 à 1995. Il devient ensuite directeur général et chef des marchés pour la Scandinavie jusqu'au 1er novembre 1997 où il est nommé président-directeur général de Nestlé France en remplacement de Peter H. Blackburn. Vice-président exécutif, directeur général Europe de Nestlé et président de Nestlé Entreprises à partir de 2001, il devient en 2005, directeur général de Nestlé, chargé du développement stratégique et marketing.
Expert en marketing, pressenti pour succéder à Peter Brabeck-Letmathe à la tête du groupe agroalimentaire, on lui préfère Paul Bulcke. Le 14 novembre 2008, il est nommé directeur général par le conseil d'administration du groupe Carrefour en remplacement de José Luis Duran à partir du 1er janvier 2009. Enfin le 22 juin 2011, il est promu au rang de président-directeur général. Son contrat ne sera pas reconduit en juin 2012. En trois ans, « Olofsson aura coûté 60 à 70 millions au géant de la distribution – appartement de fonction et voiture haut de gamme avec chauffeur compris –, alors qu'il lui aura fait perdre près de 7 milliards de valeur boursière ». Son parcours au sein du géant de la distribution aura été vivement critiqué.

Lors de l'arrivée d'Olofsson le 14 novembre 2008, l'action était cotée 31,77€ et lors de son départ le 23 mai 2012 elle ne cote plus que 14,40€[réf. nécessaire].

## Revenus
En 2009, ses revenus s'élevaient à 6 917 043 €.

## Prix et récompenses
- Chevalier de l'ordre du Mérite agricole.
- Officier de la Légion d'honneur. Chevalier depuis le 17 avril 2003, il est promu officier de la Légion d'honneur le 14 juillet 2011[8].